# Tipuana albula
Tipuana albula är en insektsart som först beskrevs av Henry Fairfield Osborn 1926.  Tipuana albula ingår i släktet Tipuana och familjen dvärgstritar. Inga underarter finns listade i Catalogue of Life.